# ディズニーリゾートライン・カード
ディズニーリゾートラインカードは、ディズニーリゾートラインを運営する舞浜リゾートラインが発行していた鉄道乗車カード（磁気カード）である。2008年1月10日をもって発行を終了した。
首都圏の加盟22社局の共通乗車カードシステムパスネットに対応している。なお、自動券売機ではプリペイドカードとして販売されていた。

## 種類・絵柄
- 種類…1,000円、3,000円、5,000円（パスネットの額面と同じ）
- 絵柄…自動券売機で発売しているカードは、当初は各駅の駅舎や最寄のディズニーパークをモチーフとしたデザインとなっていたが、2005年後半から全駅で「リゾートゲートウェイ・ステーション」のデザインに統一された。また、窓口販売分では「オリジナルデザイン パスネットカード」として、ディズニーキャラクターをモチーフにしたカードを販売していたが、PASMO導入を前提に販売を終了している。なお、「オリジナルデザイン パスネットカード」では、パスネット加盟各社局で販売されていた、パスネット加盟社局の車両がデザインされたカードも販売されていた。

## PASMO導入・取扱終了へ
パスネット加盟社局は、2007年3月18日からバス共通カード加盟社局と共にICカード「PASMO」のサービスを開始したが、舞浜リゾートラインはその時点での導入時期は未定で、導入後もパスネットのみの使用となった。なお、PASMO普及に伴って、ディズニーリゾートライン・カードを含むパスネットカードの販売を2008年1月10日をもって終了し、同年3月14日をもってパスネット加盟各社局の自動改札機での利用が終了した（自動券売機・自動精算機での利用についてはそれ以降も引き続き可能）。ただし、舞浜リゾートラインではPASMOが未導入であるため、導入までの措置としてディズニーリゾートライン各駅の自動改札機にて利用終了日以降も、引き続き利用可能とした。そして、2009年3月14日から関東鉄道・千葉都市モノレールと同時にPASMOを導入し、前日の3月13日をもって自動改札機での取扱いを終了した。なお、自動券売機での切符の購入については引き続き可能である。
その後、利用状況の減少・PASMOへの代替が進んだことに鑑み、ディズニーリゾートラインカードの利用を2015年3月31日をもって終了すると共に、払い戻しの取り扱いを資金決済に関する法律に基づいて2018年1月31日をもって終了することが明らかになった。